# Williams FW20
La Williams FW20 è una vettura di Formula 1, costruita dalla Williams per partecipare al campionato del 1998; venne guidata dal canadese Jacques Villeneuve, allora campione del mondo in carica, e dal tedesco Heinz-Harald Frentzen, piloti che facevano parte della squadra anche l'anno precedente. Venne presentata il 28 gennaio 1998 sul circuito di Silverstone.

## Livrea
La stagione vide un netto cambio di livrea per le vetture della scuderia britannica, che passò dagli ormai abituali colori bianco e blu del precedente quadriennio, dovuti alla presenza della Rothmans International come sponsor principale, a una colorazione rossa con inserti bianco e oro propria di un altro marchio di sigarette sempre di proprietà Rothmans, il brand australiano Winfield.
Sebbene il colore rosso facesse parte a pieno titolo della storia del team – riportando alla mente la livrea Marlboro della FW del 1974, monoposto che aveva segnato il debutto del nome Williams nel circus –, la scelta scatenò, almeno inizialmente, una sorta di «guerra delle rosse» per via della forte somiglianza con la Rossa per eccellenza della Formula 1, l'italiana Ferrari: «spero che Villeneuve, quando chiederò di passare, non mi confonda con Schumacher», commentò ironicamente in proposito Heinz-Harald Frentzen. Sempre a livello pubblicitario, importante fu anche la sopraggiunta sponsorizzazione Veltins.
Dopo quindici anni e cinque titoli piloti vinti, la Williams poté finalmente sfoggiare il numero 1 sulla vettura del campione del mondo in carica, il confermato Jacques Villeneuve.

## Sviluppo

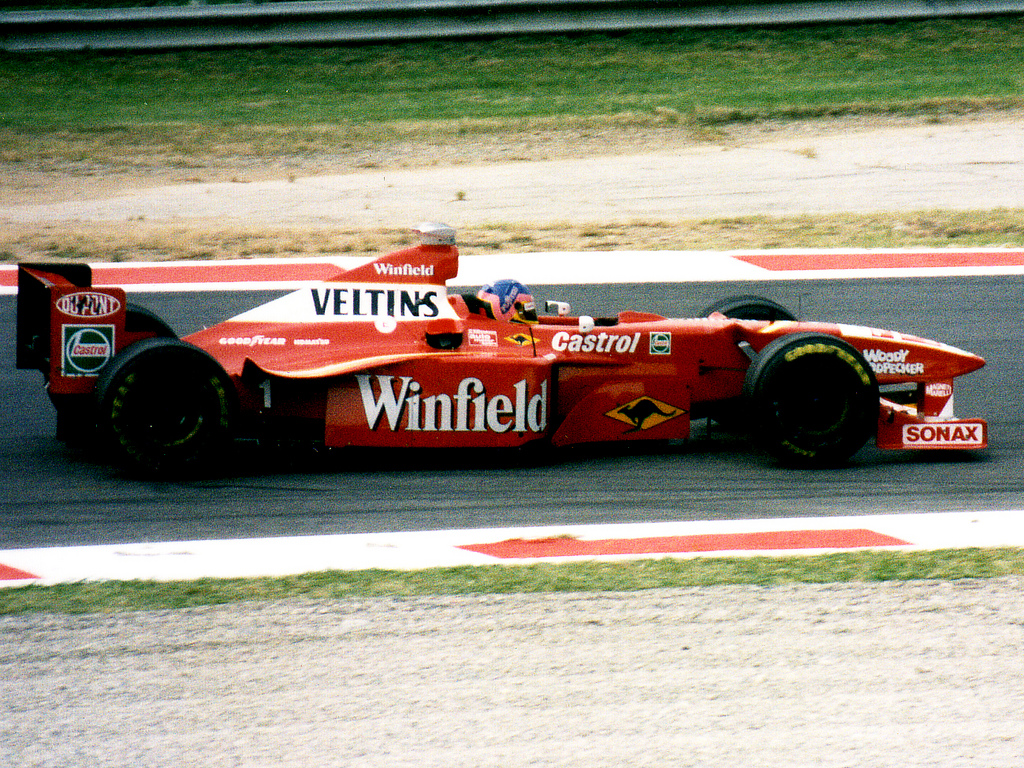
Vista laterale della FW20 di Villeneuve a Monza, dove Williams ottenne la migliore qualifica stagionale con il secondo posto in griglia.

La progettazione della vettura, evoluzione della FW19, ebbe come responsabili Patrick Head e Gavin Fisher dopo che Adrian Newey, ideatore delle monoposto che avevano vinto i titoli mondiali nel 1996 e nel 1997, era passato alla McLaren all'inizio dell'anno precedente. La stagione fu caratterizzata anche dal ritiro della Renault come fornitrice di motori, che vennero pertanto forniti tramite la consociata francese Mecachrome, tuttavia senza sviluppo e a pagamento. 
In molti sostennero che la FW20 non fosse altro che la vettura dell'anno precedente adattata ai nuovi regolamenti; questi, per la stagione 1998, prevedevano la restrizione di carreggiata da 200 cm a 180 cm, l'introduzione delle scanalature per le gomme (tre all'anteriore, quattro al posteriore) e l'introduzione dei crash test laterali.
In realtà il progetto, pur mantenendo dei punti di forza della vettura campione del mondo nel 1997, dovette, per il cambio di regolamento, introdurre molte modifiche: la nuova FW20 aveva un muso più alto rispetto alla vecchia FW19, i supporti dell'ala anteriore erano più squadrati e la pinna che fungeva da fissaggio del triangolo delle sospensioni era più vistosa per via della maggiore altezza dal suolo del telaio. Furono poi conservate le barre di torsione e lo schema a tre elementi per la sospensione anteriore; per quanto riguarda la parte superiore del telaio, essa assumeva una forma piatta, in ossequio ai nuovi regolamenti, mentre i deviatori di flusso erano più corti rispetto a quelli della FW19, inoltre le fiancate divennero più lunghe e più alte per aumentare la protezione dell'abitacolo per i crash test laterali e la presa d'aria del motore venne arrotondata.
Le fiancate piuttosto alte nella parte davanti alle ruote avevano un vistoso sfogo verticale, mentre davanti alle ruote posteriori vi erano due pinne già viste in qualche occasione sulla FW19. Gli scarichi fuoriuscivano in alto, nella zona centrale dei 30 cm al lato del supporto dell'alettone, la sospensione anteriore era a barre di torsione.
Come detto, era siglato Mecachrome Gc37-01 il motore V10 discendente diretto del Renault RS9 del 1997, conforme in tutto al motore campione del mondo in carica dell'anno precedente, ma con delle modifiche nella testata aggiornata, nel peso e nella compattezza. Il propulsore risultò essere subito affidabile, ma nel corso del tempo avrebbe pagato in potenza, arrivando ad avere addirittura 50 cavalli in meno del Mercedes-Benz montato dalla McLaren.

## Stagione
Il rendimento rispetto alle vittorie degli anni precedenti fu decisamente inferiore, con appena tre terzi posti come migliore risultato, ottenuti nella gara inaugurale in Australia da Heinz-Harald Frentzen e poi in Germania e Ungheria da Jacques Villeneuve. Lo stesso campione del mondo in carica perse inoltre alcuni potenziali podi, come a Imola e a Monza, a causa di infortuni a opera dei meccanici Williams o di problemi tecnici. Per quanto riguarda il rendimento in qualifica, invece, il migliore risultato venne fatto registrare ancora dal canadese che si piazzò al secondo posto della griglia in Italia.
Nel campionato costruttori la Williams, iridata uscente, ottenne un platonico terzo posto con 38 punti, con l'unica consolazione di avere avuto la meglio delle dirette rivali stagionali, Jordan e Benetton; il team di Grove, tuttavia, pagò 95 lunghezze dalla Ferrari e 118 dalla McLaren campione. Similmente anche Villeneuve, nonostante i suoi sforzi, non fu mai nelle condizioni di difendere concretamente il proprio titolo e chiuse in classifica piloti al quinto posto, con soli 21 punti raggranellati, ben distante dai quattro al volante delle irraggiungibili monoposto di Woking e di Maranello.
Il canadese, frustrato dal deludente campionato, a fine stagione decise di lasciare il team tentando di trovare fortuna alla neonata BAR; Frentzen invece non fu confermato e passò alla Jordan, dopo avere trascorso due anni in Williams all'ombra del compagno di squadra, dando prova solo a sprazzi del proprio talento.

## Risultati completi in Formula 1
| Anno | Team              | Motore                 | Gomme | Piloti     |   |   |     |   |   |     |     |    |     |     |   |   |     |     |   |   | Punti | Pos. |
| ---- | ----------------- | ---------------------- | ----- | ---------- | - | - | --- | - | - | --- | --- | -- | --- | --- | - | - | --- | --- | - | - | ----- | ---- |
| 1998 | Winfield Williams | Mecachrome GC37-01 V10 | G     | Villeneuve | 5 | 7 | Rit | 4 | 6 | 5   | 10  | 4  | 7   | 6   | 3 | 3 | Rit | Rit | 8 | 6 | 38    | 3º   |
| 1998 | Winfield Williams | Mecachrome GC37-01 V10 | G     | Frentzen   | 3 | 5 | 9   | 5 | 8 | Rit | Rit | 15 | Rit | Rit | 9 | 5 | 4   | 7   | 5 | 5 | 38    | 3º   |

| Legenda | 1º posto     | 2º posto | 3º posto    | A punti         | Senza punti/Non class.  | Grassetto – Pole position Corsivo – Giro più veloce |
| Legenda | Squalificato | Ritirato | Non partito | Non qualificato | Solo prove/Terzo pilota | Grassetto – Pole position Corsivo – Giro più veloce |